# Ojo de Rana
Ojo de Rana es una localidad del estado mexicano de Michoacán. Es parte del municipio de Marcos Castellanos.

## Demografía
| Gráfica de evolución demográfica |
|                                  |

| Censo | Población |
| ----- | --------- |
| 1900  | 145       |
| 1910  | 295       |
| 1921  | 133       |
| 1930  | 140       |
| 1940  | 258       |
| 1950  | 469       |
| 1960  | 583       |
| 1970  | 793       |
| 1980  | 647       |
| 1990  | 788       |
| 2000  | 886       |
| 2010  | 1057      |
| 2020  | 1040      |